# Magno Novaes
Magno Macedo Novaes (ur. 31 marca 1983 w São Paulo) – piłkarz brazylijski grający na pozycji bramkarza w AS Béziers.

## Kariera klubowa
| Sezon   | Klub             | Kraj     | Rozgrywki | Mecze | Bramki |
| ------- | ---------------- | -------- | --------- | ----- | ------ |
| 2004    | EC Democrata     | Brazylia | Série C   | ?     | ?      |
| 2005    | EC Democrata     | Brazylia | Série C   | 30    | 16     |
| 2005/06 | AS Moulins       | Francja  | National  | 19    | 0      |
| 2006/07 | AS Moulins       | Francja  | CFA       | 0     | 0      |
| 2007/08 | AC Arles-Avignon | Francja  | National  | 34    | 0      |
| 2008/09 | SC Bastia        | Francja  | Ligue 2   | 34    | 0      |
| 2009/10 | SC Bastia        | Francja  | Ligue 2   | 26    | 0      |
| 2010/11 | SC Bastia        | Francja  | National  | 38    | 0      |
| 2011/12 | SC Bastia        | Francja  | Ligue 2   | 37    | 0      |
| 2012/13 | SC Bastia        | Francja  | Ligue 1   | 12    | 0      |
| 2013/14 | Valenciennes FC  | Francja  | Ligue 1   | 10    | 0      |
| 2014/15 | Valenciennes FC  | Francja  | Ligue 2   | 4     | 0      |
| 2014/15 | Amiens SC        | Francja  | National  | 18    | 0      |
| 2015/16 | AS Béziers       | Francja  | National  | 23    | 0      |
| 2016/17 | AS Béziers       | Francja  | National  | 32    | 0      |
| 2017/18 | AS Béziers       | Francja  | National  | 29    | 0      |
| 2018/19 | AS Béziers       | Francja  | Ligue 2   |       |        |